# حركة تحرر
حركة تحرر هي حركة سياسية لبنانية تدعو إلى الحداثة والليبرالية وسيادة الدولة مع التأكيد على أهمية الهوية الوطنية اللبنانية ازاء الانقسامات الطائفية. انطلقت حركة تحرر في أكتوبر 2023, تحديدًا من الإعتراض الشيعي الناشئ بعد انتفاضةَ 17 تشرين, وتسعى الى التموضع كحركة معارضة شيعية رئيسية متحدية هيمنة الثنائي الشيعي حزب الله وحركة أمل.

## المؤسسون
أسس علي خليفة وهادي مراد ومحمد عوض حركة تحرر.

## مبادئ
يقوم مشروع حركة تحرر على 10 مبادئ:
1. التمايز السياسي عن الثنائي: اعتراض على اختزال الطائفة.
2. إقامة النظام: اعتراض على ممارسة التعطيل.
3. التنوع ضمن الوحدة الوطنية: اعتراض على الأنظمة الموازية والرديفة للدويلة.
4. قضايا الوطن الجامعة: اعتراض على صيغة "الطائفة المقاوِمة" أو"الفصيل المقاوِم".
5. التديّن خيارٌ فردي: اعتراض على "التشيّع الصفوي".
6. تنزيه الفقه من طموح الحكم والنفوذ: اعتراض على "الولاية العامة للفقيه".
7. تنزيه الفقه من جموح الحكم: اعتراض على استتباع المجلس الإسلامي الشيعي الأعلى للثنائي.
8. تنزيه الفقه من جمود الأحكام: اعتراض على الظلم في قضايا الأحوال الشخصية.
9. تبنّي قضايا الحداثة: اعتراض على تغييبها وتقييدها بالدين.
10. استعادة دور لبنان عربيّاً ودوليّاً: اعتراض على عزله.

تلتزم حركة تحرر باصلاح السياسات الشيعية في لبنان مع ترويج الحريات الشخصية وتحسين مكانة لبنان على الساحة الدولية.